# Маккензи, Джордж, 1-й граф Кромарти
Джордж Маккензи, 1-й граф Кромарти (англ. George Mackenzie, 1st Earl of Cromartie; 1630 — 17 августа 1714) — шотландский государственный деятель, лорд верховный судья (1678—1680, 1704—1710), государственный секретарь Шотландии (1702—1704).
Он был известен как сэр Джордж Маккензи, 2-й баронет из Тарбата с 1654 по 1685 год и виконт Тарбат с 1685 по 1703 год.

## Биография

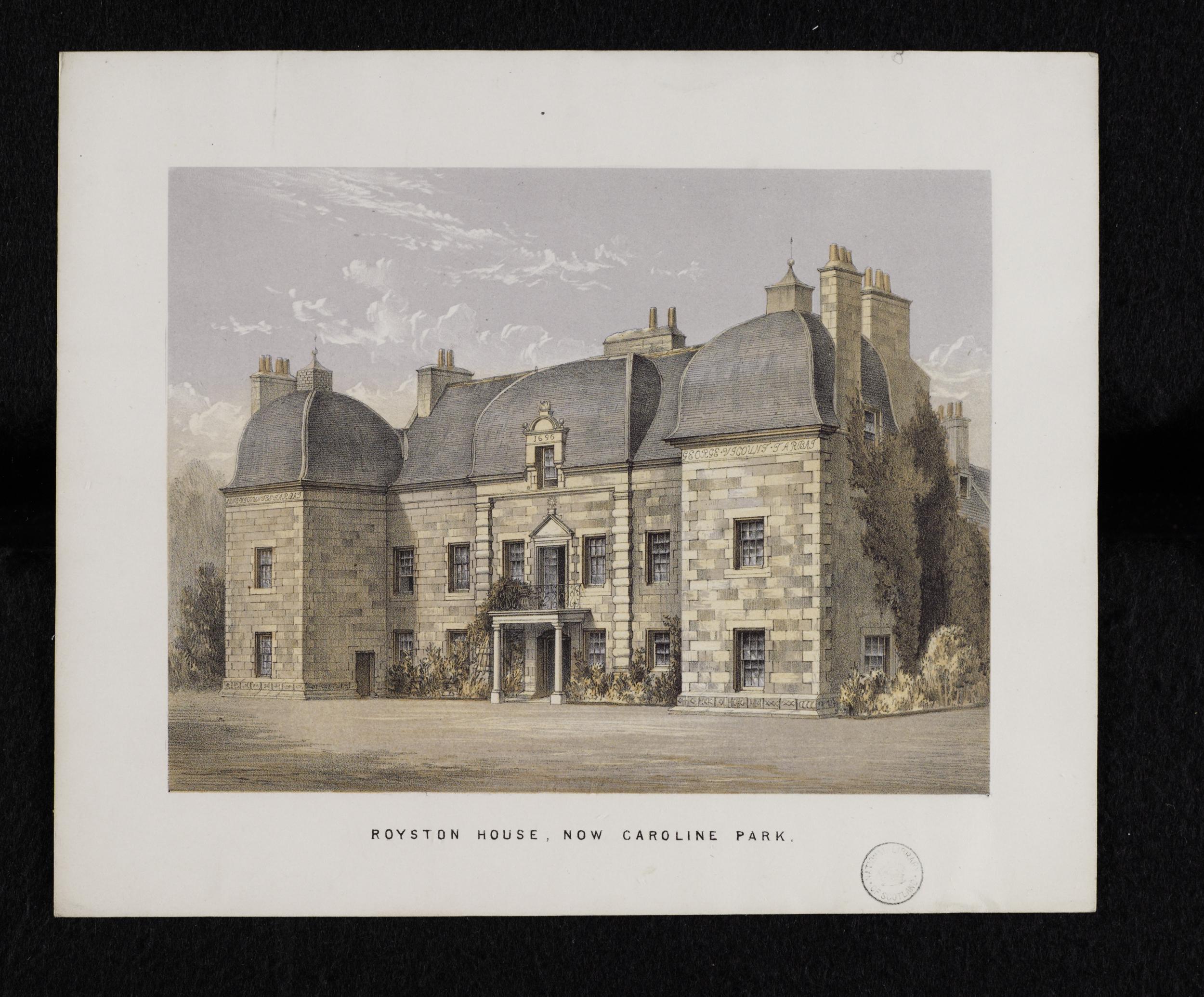
Ройстон-хаус, известный сейчас как Кэролайн-Парк-хаус

Родился в Иннертейле, недалеко от Кингхорна, Файф, в 1630 году. Старший сын сэра Джона Маккензи из Тарбата, 1-го баронета (? — 1654), внук сэра Родерика Маккензи (1579—1626) и правнук Колина Маккензи, 11-го вождя клана Маккензи из Кинтайла, и племянник 1-го лорда Маккензи из Кинтайла, прародителя Маккензи и графов Сифорт. Его матерью была Маргарет, дочь сэра Джорджа Эрскина из Иннертейла, лорда Иннертейла, лорда сессионного суда.
Он получил образование в Университете Сент-Эндрюс и Королевском колледже в Абердине, которые окончил в 1646 году. Он стал опытным ученым-классиком и развивал интересы в литературе и науке, но его главным интересом была политика. В 1653 году он присоединился к восстанию Гленкэрна от имени Карла II, а после поражения Джона Миддлтона, 1-го графа Миддлтона, 26 июля 1654 года бежал в замок Эйлин-Донан. Он унаследовал родовые поместья после смерти своего отца 10 сентября 1654 года, но после побега на континент оставался в изгнании до Реставрации, занимая большую часть своего досуга изучением права.
После реставрации Карла II в 1660 году Джон Миддлтон, старый командующий Джорджа Маккензи, управлял делами Шотландии, а Маккензи была его главным доверенным лицом.
Его родственник, сэр Джордж Маккензи, описывает его в то время как «страстного кавалера», но острые амбиции влияли на его политическое поведение так же, как страсти или предрассудки.
14 февраля 1661 года он был назначен лордом сессии с судебным титулом лорда Тарбата и в том же году был избран членом парламента Шотландии от графства Росс.
Сэр Джордж Маккензи приписывает ему роль главного автора закона, принятого в 1661 году и отменяющего все статуты, принятые в парламенте 1640 года и впоследствии, но главной целью закона была подготовка к установлению епископства. Вряд ли это предложил Тарбату архиепископ Джеймс Шарп.
В своей политике в пользу епископства Миддлтон и Тарбат оказались в это время против Джона Мейтленда, 1-го герцога Лодердейла, министра по делам Шотландии.
Поэтому они решили погубить его, имея в виду, что Тарбат, которого «тогда многие считали при дворе одним из самых выдающихся людей, когда-либо созданных Шотландией», унаследовал место Лодердейла на посту государственного секретаря.
С этой целью в 1662 году они придумали знаменитый «акт постой», заслуга которого, вероятно, принадлежит Тарбату. Тайным голосованием сословий было предложено объявить некоторых лиц неспособными занимать какие-либо должности, пользующиеся общественным доверием; но когда результат голосования — который дисквалифицировал Лодердейла среди других — был отправлен королю, он «отправил акт размещения в свой кабинет, заявив, что он не последует их советам и не раскроет их тайну».
Дальнейшее расследование, инициированное графом Лодердейлом, привело к открытию, что Джон Миддлтон вводил в заблуждение и короля, и парламент, и он был отстранен от должности, а баронет из Тарбата за причастность к интриге был 16 февраля 1664 года лишен места в парламенте.
Он оставался в опале до 1678 года, когда через офис Шарпа с герцогом и герцогиней Лодердейл он был 16 октября назначен лордом-генеральным судьей Шотландии. На следующий день он получил пенсию в размере 200 фунтов стерлингов от Карла II, а в ноябре был принят в тайные советники Шотландии. На следующий день после своего поступления он представил письмо от короля, которое должно было быть записано в книгах седерунта, в котором предлагалось прощение короля за его связь с актом размещения. 1 октября 1681 года он был назначен лордом-секретарем реестра, а 11 ноября следующего года снова был принят в число обычных лордов сессии.
После падения Лодердейла в 1682 году Тарбат занял пост главного министра короля Шотландии и сохранял эту должность до революции. Вскоре после воцарения Якова II он был 15 февраля 1685 года назначен виконтом Тарбатом и лордом Маклеодом и Каслхейвеном в системе Пэрства Шотландии.
Во время революции Тарбат, как только он понял, что дело Якова проиграно, решил, если возможно, обеспечить свою безопасность и пребывание у власти. Посоветовав на совете распустить ополчение, он во многом облегчил мирное установление нового правительства. В «Записках Левена и Мелвилла» (стр. 14) под датой 25 апреля 1689 года напечатано освобождение его от ответственности и освобождение от его должности в реестре, обеспечивающее его охрану — в связи с его верной службой как по наведению «в порядке», так и за его верную службу. и восстановить различные документы, находящиеся под его опекой, и вернуть многие пропавшие без вести — «из любой опасности для его личности или имущества, несмотря на любые действия, писания, советы, речи или любые преступления, совершенные им». Однако, похоже, что он был окончательно реабилитирован только после 17 января 1690 года.
В 1683 году он купил поместье к северу от Эдинбурга, принадлежавшее Эндрю Логану, и построил Ройстон-хаус (позже переименованный в Кэролайн-Парк). Который в 1705 году он безуспешно пытался продать правительству в качестве официальной резиденции лорда-канцлера.
В 1689 году он направил правительству мемориал, предлагая совместное признание пресвитерства и епископства. После битвы при Килликранки правительство наняло его для переговоров с кланами Хайленда. Он полностью разбирался в политике Хайленда, и его разумные советы принесли значительную пользу в достижении урегулирования. Если бы, говорит Маколей, его план (распределение нескольких тысяч фунтов стерлингов среди вождей Хайленда) был бы опробован тогда, когда он его рекомендовал, а не два года спустя, «это, вероятно, предотвратило бы большое кровопролитие и неразбериху». 5 марта 1692 года он был восстановлен в должности клерка, но подал в отставку к концу 1695 года. По словам секретаря Джонстона, он был пойман на «грубых злоупотреблениях в своей должности клерка как в государственных, так и в частных делах».
При воцарении королевы Анны Стюарт 21 ноября 1702 года виконт Тарбат был назначен одним из государственных секретарей, а 1 января 1703 года стал графом Кромарти. Впоследствии он был выбран представителем пэра. В 1704 году он оставил пост секретаря и 26 июня 1705 года стал лордом верховным судьей, сохраняя эту должность до 1710 года.
Локхарт заявляет, что, хотя «он притворялся, что поддерживает королевскую семью [семью в изгнании] и епископальное духовенство, тем не менее он никогда не делал ни одного действия в пользу кого-либо из них, за исключением того, что, когда он был секретарем королевы Анны, он добился Акта о Компенсация и её письмо с рекомендацией епископского духовенства под защиту Тайного совета; но проистекало ли это из желания и намерения служить им, легко определить, если принять во внимание, что как только королева Анна покинула партию тори и принципы, его светлость превратился в такого же великого вига, как и лучшие из них, присоединившись к партии Твидейла. продвигать ганноверскую преемственность в парламенте в 1704 году и, наконец, стал ревностным приверженцем и писателем в пользу Союза». Однако умелая и разумная защита графа Кромарти в вопросе союза с Англией является его главным почетным титулом как государственного деятеля и искупает многое из того, что было глупо и непоследовательно в его карьере.
Граф Кромарти скончался в Тарбат-хаусе 17 августа 1714 года и был похоронен не рядом со своей второй женой в Уэмиссе, как он приказал, а рядом со своими предками в Дингуолле.
«История семьи Маккензи», написанная сэром Джорджем Маккензи, 1-м графом Кромарти, напечатана в «Графах Кромарти» Фрейзера, II. 462—573.

## Семья
Граф Кромарти был дважды женат. Около 6 июля 1654 года он женился первым браком на Энн Синклер (? — 1699), дочери сэра Джеймса Синклера из Мея, 1-го баронета, и Элизабет Лесли. У супругов было четыре сына и четыре дочери:
- Леди Элизабет Маккензи (? — 1718)
- Леди Энн Маккензи (? — 21 октября 1740)
- Леди Маргарет Маккензи (? — 21 августа 1694)
- Родерик Маккензи (до 1656 — до 1714)
- Джон Маккензи, 2-й граф Кромарти (ок. 1656 — 20 февраля 1731), преемник отца
- Сэр Кеннет Маккензи из Грандвейла и Кромарти, 1-й баронет (ок. 1656 — 13 сентября 1728)
- Леди Джин Маккензи (? — 11 июля 1661)
- Сэр Джеймс Маккензи из Ройстона, 1-й баронет (1671 — 9 ноября 1744).

29 апреля 1700 года он женился вторым браком на Маргарет Уэмисс, графиней Уэмисс (1 января 1658/1659 — 11 марта 1705), дочери Дэвида Уэмисса, 2-го графа Уэмисса и леди Маргарет Лесли. Второй брак был бездетным.